# Echiniscus pajstunensis
Echiniscus pajstunensis är en djurart som tillhör fylumet trögkrypare, och som beskrevs av Bartos 1941. Echiniscus pajstunensis ingår i släktet Echiniscus och familjen Echiniscidae. Inga underarter finns listade i Catalogue of Life.